# Berekua
Berekua este un oraș din Dominica.